# 加藤道哉
加藤 道哉（かとう みちや、1972年 - ）は、男性アニメーション監督・撮影監督・演出家。有限会社サイクロングラフィックス代表取締役。愛知県名古屋市出身。

## 来歴・人物
武蔵野美術大学、視覚伝達デザイン学科卒。
CF、PV、大型特殊映像等のディレクターを経て、2002年にサイクロングラフィックスを設立。
『おでんくん』や『美肌一族』などのユニークでシュールなアニメ作品を監督として手がける一方、撮影監督、CGディレクターとしては『パプリカ』など、写実性とアニメーションとの調和に様々なこだわりを見せる。
名古屋の味噌カツ店「矢場とん」社長の鈴木拓将は中学時代の同級生で、二人が飲んだときの会話がきっかけとなり、『大須のぶーちゃん』が制作された。

## 作品

### アニメ（監督）
- おでんくん （2005年-2009年　監督）
- 美肌一族 （2008年　監督、絵コンテ、撮影監督）
- オバケのどくろう （2013年　監督、原作）
- ナンダカベロニカ （2014年 監督、キャラクター原案）
- 花は咲く 東北に咲く　５分アニメ（2014年 監督）
- ニクいよっ！カルビくん ～煙が目にしみる～　WEBアニメ（2018年 監督）
- おかあさんといっしょ今月の歌「きらららダンス」 （2018年 監督・キャラクターデザイン・絵コンテ・映像演出）
- ヤマンへの手紙（―ヒバクシャからの手紙―）（2019年 監督・脚本・絵コンテ・映像演出・編集）
- 矢場とんオリジナルアニメ「大須のぶーちゃん」 （2019年 監督・絵コンテ・プロデューサー）[3]
- かなしきデブ猫ちゃん （2021年 監督・脚本・絵コンテ）

### アニメ（その他）
- 妄想代理人 （2004年 アイキャッチデザイン）
- 妖怪人間ベム(第2作) （2006年 パイロット版ムービー Editing Director）
- パプリカ （2006年 撮影監督、CGディレクター）
- 茄子 スーツケースの渡り鳥 （2007年 撮影監督）
- 図書館戦争 （2008年 オープニング絵コンテ、演出）
- バットマン ゴッサムナイト#4 （撮影監督、VFXスーパーバイザー）
- RIDEBACK （2009年 VFXスーパーバイザー、オープニング絵コンテ、映像演出）
- 宇宙戦艦ヤマト 復活篇（2009年 撮影監督）
- 四畳半神話大系（2010年 オープニング映像演出）
- HELLSING VIII （2011年 絵コンテ）
- とある飛空士への追憶（2011年 VFXスーパーバイザー）
- クレヨンしんちゃん（2012年 オープニング絵コンテ、映像演出）
- 傷物語〈I 鉄血篇〉（2016年 VFXスーパーバイザー）
- 傷物語〈II 熱血篇〉（2016年 VFXスーパーバイザー）
- DRIFTERS（2016年 オープニング絵コンテ、映像演出）
- 傷物語〈III 冷血篇〉（2017年 撮影監督、VFXスーパーバイザー）
- さよならの朝に約束の花をかざろう（2018年 VFXスーパーバイザー）
- 若おかみは小学生!（劇場版）（2018年 撮影監督、VFXスーパーバイザー）
- ケンガンアシュラ（2019年 特殊回想シーンVFXスーパーバイザー）
- ノー・ガンズ・ライフ（2019年 映像演出・VFXスーパーバイザー）
- ノー・ガンズ・ライフ（2019年 エンディング絵コンテ、映像演出）
- BEASTARS（2019年 オープニング監督、絵コンテ、編集）
- バブル（2022年 VFXスーパーバイザー）
- AIの遺電子（2023年 モニターグラフィックス）
- トリリオンゲーム（2024年 VFXスーパーバイザー[4]）